# Vendeuil
Vendeuil è un comune francese di 934 abitanti situato nel dipartimento dell'Aisne, nella regione dell'Hauts-de-France (Alta Francia).

## Società

### Evoluzione demografica
Abitanti censiti